# 대한민국의 법정 감염병
법정감염병(法定感染病, 영어: legal communicable disease)는 제1급, 제2급, 제3급, 제4급, 지정감염병, 세계보건기구 감시대상 감염병, 생물테러감염병, 성매개감염병, 인수(人獸)공통감염병 및 의료관련감염병을 말한다(대한민국 감염병의 예방 및 관리에 관한 법률 제2조 1항).

## 감염병의 예방 및 관리에 관한 법률
- 법률 제13474호, 2015.8.11, 타법개정
- 이 법은 국민 건강에 위해(危害)가 되는 감염병의 발생과 유행을 방지하고, 그 예방 및 관리를 위하여 필요한 사항을 규정함으로써 국민 건강의 증진 및 유지에 이바지함을 목적으로 한다.

## 제1군 감염병
- 생물테러감염병 또는 치명률이 높거나 집단 발생의 우려가 커서 발생 또는 유행 즉시 방역대책을 수립하여야 하는 감염병

1. 파라티푸스
2. 장출혈성 대장균감염증
  1. O-157
3. A형 간염

## 제2군 감염병
- 예방접종을 통하여 예방 및 관리가 가능하여 국가예방접종사업의 대상이 되는 감염병

1. 디프테리아
2. 백일해(百日咳)
3. 파상풍(破傷風)
4. 홍역(紅疫)
5. 유행성 이하선염(流行性耳下腺炎)
6. 풍진(風疹)
7. 소아마비
8. B형간염
9. 일본뇌염
10. 수두(水痘)
11. B형 헤모필루스 인플루엔자(Hib)
  1. 뇌수막염
12. 폐렴구균
13. 코로나-19

## 제3군 감염병
- 간헐적으로 유행할 가능성이 있어 계속 그 발생을 감시하고 방역대책의 수립이 필요한 감염병

1. 말라리아
2. 결핵(結核)
3. 한센병
4. 성홍열(猩紅熱)
5. 수막구균성 수막염
6. 레지오넬라증
7. 비브리오 패혈증
8. 발진티푸스
9. 발진열
10. 쯔쯔가무시증
11. 렙토스피라증
12. 브루셀라증
13. 탄저
14. 공수병
15. 신증후군출혈열
16. 인플루엔자
17. 후천성 면역결핍증(AIDS)
18. 매독
19. 크로이츠펠트 야콥병 및 변종 크로이츠펠트 야콥병 (KNU)

## 제4군 감염병
- 국내에서 새롭게 발생하였거나 발생할 우려가 있는 감염병 또는 국내 유입이 우려되는 해외 유행 감염병

1. 흑사병
2. 황열
3. 뎅기열
4. 바이러스성 출혈열-에볼라열, 마버그열, 라싸열
5. 두창
6. 보툴리눔독소증
7. 중증 급성 호흡기 증후군(SARS)
8. 동물 인플루엔자 인체감염증
  1. 조류 인플루엔자 인체감염증
9. 신종 인플루엔자
10. 야토병
11. 큐열(Q熱)
12. 웨스트나일열
13. 신종감염병증후군
14. 라임병
15. 진드기매개뇌염
16. 유비저(類鼻疽)
17. 치쿤구니야열
18. 중증열성혈소판감소증후군(SFTS)
19. 중동호흡기증후군
20. 지카바이러스(소두증)

## 제5군 감염병
- 기생충에 감염되어 발생하는 감염병

1. 회충증
2. 편충증
3. 요충증
4. 간흡충증
5. 폐흡충증
6. 장흡충증

## 지정 감염병
- 제1군부터 제5군 감염병 외에 유행 여부를 조사하기 위하여 감시활동이 필요한 감염병

1. C형 간염
2. 수족구병
3. 임질
4. 클라미디아
5. 연성하감
6. 성기단순포진
7. 첨규콘딜롬
8. 반코마이신내성황색포도알균(VRSA) 감염증
9. 반코마이신내성장알균(VRE) 감염증
10. 메티실린내성황색포도알균(MRSA) 감염증
11. 다제내성녹농균(MRPA) 감염증
12. 다제내성아시네토박터바우마니균(MRAB) 감염증
13. 카바페넴내성장내세균속균종(CRE) 감염증
14. 장관감염증
15. 급성호흡기감염증
16. 해외유입기생충감염증
17. 엔테로바이러스 감염증

## 같이 보기
- 식중독